# تصوير بالأمواج فوق الصوتية داخل الأوعية
التصوير بالأمواج فوق الصوتية داخل الأوعية هو تقنية تصوير طبية تستخدم قسطرًا مصممًا بشكل خاص مع مسبار مصغّر للأمواج فوق الصوتية، متصلًا بالطرف البعيد للقسطر. يتم توصيل الطرف القريب من القسطر بأجهزة الأمواج فوق الصوتية المحوسبة. يسمح بتطبيق تقنية الأمواج فوق الصوتية، مثل محول الطاقة الكهرضغطي أو محول الأمواج فوق الصوتية ذي تشغيل مكني مكروي سعوي، للرؤية من داخل الأوعية الدموية إلى الخارج عبر عمود الدم المحيط، وتصوير البطانة الغشائية (الجدار الداخلي) للأوعية الدموية لدى الأفراد الأحياء.
تعد شرايين القلب (الشرايين التاجية) الهدف الأشيع في التصوير بالأمواج فوق الصوتية داخل الأوعية. يُستخدم التصوير بالأمواج فوق الصوتية داخل الأوعية في الشرايين التاجية لتحديد حجم لويحة التصلب العصيدي التي تراكمت في أي جزء من الشريان التاجي النخابي. توفر الأمواج فوق الصوتية داخل الأوعية طريقة فريدة لدراسة تراجع أو تفاقم آفات التصلب العصيدي في الجسم الحي. يعد التراكم التدريجي للويحة داخل جدار الشريان على مدى عقود أساس تشكل لويحة ضعيفة تؤدي بدورها إلى نوبة قلبية وتضيق شرياني (آفات الشريان التاجي). يُستخدم التصوير بالأمواج فوق الصوتية داخل الأوعية لتحديد حجم اللويحة داخل جدار الشريان و/أو درجة تضيق لمعة الشريان. يمكن أن يكون مفيدًا بشكل خاص في الحالات التي يعتبر فيها التصوير داخل الأوعية غير موثوق به؛ مثل الآفات الفوهية أو عندما لا تستطيع الصور داخل الأوعية إظهار أقسام اللمعة بشكل جيد، مثل المناطق التي تحتوي على قطع شريانية متعددة متداخلة. يُستخدم أيضًا لتقييم آثار علاجات التضيق مثل توسيع الشرايين باستخدام رأب الأوعية الهيدروليكي، مع الدعامات أو دونها، ونتائج العلاج الطبي مع مرور الوقت.

## المزايا مقارنةً بتصوير الأوعية
يمكن القول إن الاستخدام الأكثر قيمة للتصوير بالأمواج فوق الصوتية داخل الأوعية هو مشاهدة لويحة التصلب العصيدي، التي لا يمكن رؤيتها بواسطة تصوير الأوعية. مع مرور الوقت، تطورت هذه التقنية إلى أداة بحث مفيدة للغاية لطب القلب الباضع الحديث، واستُخدمت بشكل متزايد في البحث لفهم سلوك عملية التصلب العصيدي بشكل أفضل لدى الأفراد الأحياء.
يتيح التصوير بالأمواج فوق الصوتية داخل الأوعية رؤية لمعة الشرايين التاجية بالإضافة إلى لويحة التصلب العصيدي (خلايا الدم البيضاء الغشائية المحملة بالكولسترول) «المختفية» داخل الجدار. أدى التصوير بالأمواج فوق الصوتية داخل الأوعية إلى تطور البحث السريري وتوفير رؤية شاملة وفهم أفضل.
في أوائل التسعينيات من القرن العشرين، أدت أبحاث التصوير بالأمواج فوق الصوتية داخل الأوعية حول مشكلة عودة التضيق بعد رأب الأوعية إلى إدراك أن معظم مشكلة عودة التضيق (كما يتضح من تصوير الأوعية) لم تكن عملية عودة تضيق حقيقية. بل كانت مجرد إعادة تشكيل للويحة التصلب العصيدي، التي تبقى بارزة في لمعة الشريان بعد الانتهاء من عملية رأب الأوعية؛ بدا أن التضيق انخفض فقط لأن الدم أصبح بإمكانه الآن المرور حول اللويحة وعبر جزء منها. بدا عمود الصباغ في تصوير الأوعية متوسعًا بشكل ملائم؛ لكن اللويحة الأساسية كانت داخل اللمعة المتوسعة وظلت اللمعة مسدودة جزئيًا. شجع هذا الاكتشاف زيادة استخدام الدعامات لتثبيت اللويحة ضمن جدران الشريان الداخلي، وإبقائها خارج اللمعة.

## السلبيات مقارنةً بتصوير الأوعية
السلبيات الرئيسية للتصوير بالأمواج فوق الصوتية داخل الأوعية المُستخدم بشكل روتيني في مختبر قسطرة القلب هي تكلفته العالية وطول الإجراء وحقيقة أنه يعتبر إجراءً تدخليًا، ويجب تنفيذه حصرًا من قبل أخصائيي تصوير الأوعية المدربين على تقنيات القلب التدخلية. بالإضافة إلى ذلك، قد يكون هناك خطر إضافي يفرضه استخدام قسطر الأمواج فوق الصوتية داخل الأوعية.

## الاستخدامات
كان التصويربالأمواج فوق الصوتية داخل الأوعية، على النحو المبين أعلاه، أفضل تقنية حتى يومنا هذا لإظهار تشريح جدر الشرايين في الحيوانات والبشر الأحياء. أدى ذلك إلى فهم أفضل وإجراء مزيد من البحوث حول (أ) سلوك عملية التصلب العصيدي (ب) آثار استراتيجيات العلاج المختلفة على تطور مرض التصلب العصيدي. كان هذا الأمر مهمًا نظرًا لأن التصلب العصيدي هو أكثر الأمراض شيوعًا لدى أكبر نسبة من الأفراد الذين يعيشون في بلدان العالم الأول.